# Quadro Cervantes
Quadro Cervantes é um grupo musical brasileiro formado no Rio de Janeiro em 1973, considerado o mais conhecido grupo de música antiga do Brasil. Seu repertório vai da música medieval à música do século XIX.

## Discografia
- 1979: Quadro Cervantes, Música Medieval Renascentista Barroca, Continental
- 1983: Telemann, Barclay
- 1994: 20 Anos, Brascan
- 2004: Brasil 500 Anos [3]